# Anja Kallenbach
 Anja Kallenbach (* 1988) ist die Titelträgerin des Wettbewerbs Miss Germany 2021.

## Biographie
Kallenbach kommt aus Tiefenort, einem Ortsteil von Bad Salzungen in Thüringen. Nach ihrer Schulausbildung studierte sie Betriebswirtschaftslehre. Sie führt zusammen mit ihrem Partner zwei Fahrradgeschäfte. Im Februar 2021 wurde sie unter 15 Finalistinnen im Europa-Park Rust zur Miss Germany 2021 gewählt.
Kallenbach ist Mutter zweier Kinder.